# Chrysler Airflow
Der Chrysler Airflow war ein Pkw, den Chrysler von 1934 bis 1937 herstellte, und das erste in Serie produzierte amerikanische Full-Size Car, das die Stromlinienform nutzte, um den Luftwiderstand zu reduzieren. Diese grundsätzliche Designänderung erwies sich als einer der größten kommerziellen Misserfolge in der Automobilgeschichte.

## Entstehung des Airflow-Projektes
Der Chrysler Airflow entsprang dem Interesse des Chrysler-Ingenieurs Carl Breer am Einfluss der Formen auf die Bewegung eines Autos in seiner Umgebung. Laut Chrysler entstand die Idee Breers, als er Gänse in V-Formation durch die Luft fliegen sah. Eine andere Quelle sagt Breer nach, dass er Militärflugzeuge bei Manövern beobachtete, während wieder andere Quellen die Idee Breers Interesse an Luftschiffen und der Frage, wie ihnen ihre Form hilft, sich durch die Luft zu schieben, zuschreiben.
Breer begann zusammen mit seinen Arbeitskollegen Fred Zeder und Owen Skelton eine Reihe von Windkanalversuchen, die er mit Hilfe von Orville Wright durchführte, um festzustellen, welche der von der Natur kreierten Formen am geeignetsten für ein Automobil wäre. Chrysler baute einen Windkanal in seinem Werk in Highland Park (Michigan) und testete bis zum April 1930 mindestens 50 maßstabsgetreue Modelle. Die Ingenieure fanden heraus, dass das damals übliche Two-Box-Design aerodynamisch so ineffizient war, dass sich sogar bessere Werte ergaben, wenn man das Modell von hinten anströmen ließ! Als die Ingenieure anwendeten, was sie über Formen im Wind gelernt hatten, untersuchten sie auch Möglichkeiten, ein Auto mit Monocoque-Konstruktion zu bauen, um einerseits einen steiferen Karosseriekörper zu erzeugen und andererseits das Gewicht zu reduzieren und so das Leistungsgewicht zu senken, wobei die stromlinienförmige Karosserie die Luft um sich herumleitete, anstatt dass sie in aufrecht stehenden Formen, wie Kühlergrills, Hauptscheinwerfer oder Windschutzscheiben gefangen würde.
Traditionell geformte Automobile dieser Zeit hatten die typische Two-Box-Form mit ca. 65 % des Gewichtes auf der Hinterachse. Bei voller Passagierbelegung wurde die Gewichtsverteilung noch unausgeglichener, sodass 75 % oder mehr des Gesamtgewichtes auf den Hinterrädern lagen, was zu unsicherem Fahrverhalten auf rutschigen Straßen führte. Die Federraten an den Hinterrädern dieser Autos war notwendigerweise deutlich höher als an den Vorderrädern, was den Passagieren eine sehr unkomfortable Fahrt bescherte.
Eine innovative Radaufhängung im neuen Chrysler Airflow hatte ihren Grund in der Notwendigkeit besseren Fahrverhaltens. Der Motor wurde gegenüber traditionellen Autos weiter nach vorne über die Vorderachse geschoben und auch die Sitze wurden nach vorne verschoben, sodass die Passagiere nun zwischen den Achsen saßen, anstatt auf der Hinterachse. Das Gesamtgewicht lag so zu ca. 54 % auf der Vorderachse, was sich bei voller Besetzung des Autos auf ca. 50 % verbesserte. Dies hatte ausgeglichene Federraten, besseres Handling und viel größeren Fahrkomfort zur Folge.

## Anfänge und Änderungen des Airflow
Vor der Vorstellung des Airflow baute Chrysler ein Vorführmodell mit vertauschten Achsen, was ermöglichte, den Wagen „rückwärts“ durch Detroit zu fahren. Diese Vorführung führte fast zu einer Panik, aber gab dem Publikum einen Hinweis darauf, dass Chrysler etwas wirklich Großes plante. Das Auto war wie kein anderes US-amerikanisches Serienfahrzeug dieser Zeit.
Der Airflow, der stark vom Stromliniendesign beeinflusst war, war glatt und niedrig im Vergleich zu anderen Autos auf amerikanischen Straßen. Der Kühlergrill war nach vorne und unten gestaffelt und formte einen Bogen, während andere einen senkrecht im Wind stehenden Kühler hatten. Die Hauptscheinwerfer waren direkt in die Karosserie eingebaut und durchgezogene Kotflügel verdeckten einen Großteil der Hinterräder.
Anstelle einer flachen Windschutzscheibe hatte der Airflow eine aus zwei Teilen, die sowohl nach den Seiten als auch nach oben und unten ein V formten. Die Passagiere saßen in einer Ganzstahlkarosserie im Inneren des Fahrzeugrahmens anstatt auf diesem. (Viele Autohersteller, wie Ford und sogar Chrysler selbst boten damals noch Karosserien in Gemischtbauweise, bei denen Stahlbleche auf einer hölzernen Unterkonstruktion befestigt waren, an). Die Vordersitze waren breiter als bei anderen Autos und die Rückbank saß tiefer im Fahrzeug. Insgesamt hatte der Wagen ein besseres Leistungsgewicht bei zugleich erhöhter Verwindungssteifigkeit.
Der Wagen wurde Monate vor Produktionsbeginn vorgestellt; die Produktion erreichte ihren Höchststand erst im Mai 1934 mit 6.212 Einheiten, sehr spät im Modelljahr, sodass kaum jeder Händler mit wenigstens einem einzigen Chrysler Airflow versorgt werden konnte. Die Fertigung war nicht auf die Schwierigkeiten, die die neue Konstruktion bereithielt, vorbereitet, z. B. viele unterschiedliche Schweißvorgänge. Die ersten ausgelieferten Airflow hatten mit schlimmen Problemen zu kämpfen, die hauptsächlich das Ergebnis fehlerhafter Fertigung waren. Laut Fred Breer (Sohn des Konstrukteurs Carl Breer) hatten die ersten 2.000 – 3.000 Airflow, die die Fabrik verließen viele Defekte, wie Motoren, die sich bei Geschwindigkeiten um 130 km/h aus ihrer Verankerung lösten.

### 1934

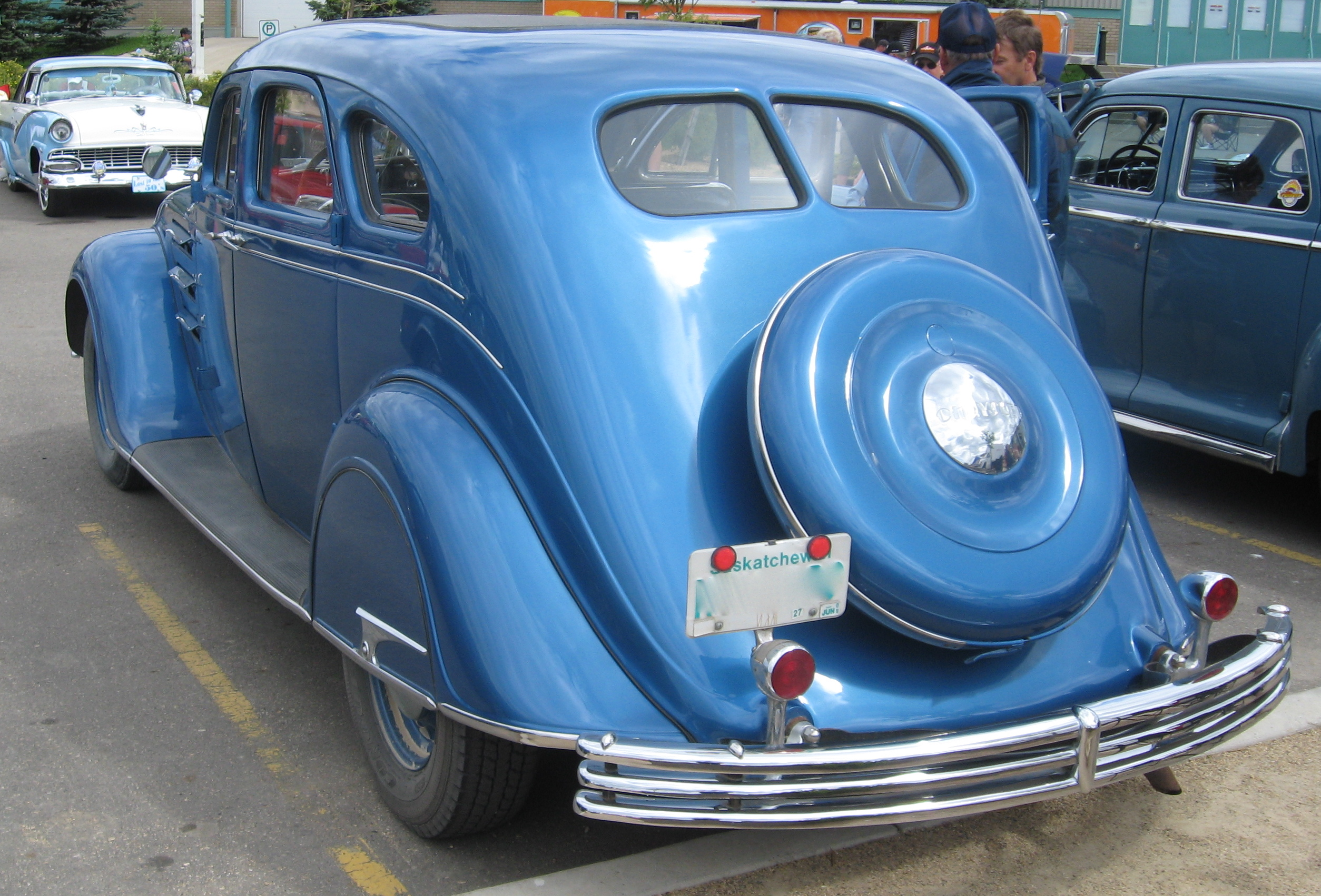
Chrysler Airflow (1934), Heckansicht

1934 boten sowohl Chrysler als auch die zwischen Plymouth und Chrysler angesiedelte Mittelklasse-Marke DeSoto einen Airflow an. DeSoto sollte nur das Airflow-Modell anbieten, Chrysler jedoch wollte kein Risiko eingehen und bot zusätzlich eine Sechszylindervariante seines konventionelleren 1933er-Modells an. Der Airflow hatte einen Reihenachtzylindermotor mit seitlich stehenden Ventilen und es gab ihn als 2-türiges Coupé und 4-türige Limousine.
Innerhalb von sechs Monaten nach der Einführung begann der Airflow zum Verkaufsdesaster zu werden. General Motors lancierte eine Werbekampagne, die den Airflow diskreditieren sollte. Die meisten Kenner der Automobilgeschichte bestätigen aber, dass der Airflow weithin erfolglos war, weil man sein Aussehen nicht mochte. Motorhaube, „Wasserfall“-Grill, Hauptscheinwerfer und Kotflügel waren zu einer durchgehenden Form verschmolzen, die als „undefinierbarer Klumpen“ empfunden wurde. Obwohl der Airflow durch und durch modern war, gewöhnten sich die Leute nur langsam an ihn. Auf dem Höhepunkt der Weltwirtschaftskrise erschien der Wagen vielen Kunden zu fortschrittlich und zu verschieden von allem bisher Gewohnten. Obwohl sich die Airflow im ersten Produktionsjahr ganz ordentlich verkauften, wurde er von Chryslers traditionellen Coupés und Limousinen bei Weitem überflügelt. Auf 4 Airflow-Modelle kamen 10 andere Modelle und im ersten Jahr wurden 10.839 Airflow verkauft.
Bei DeSoto standen die Dinge 1934 weit schlimmer als bei Chrysler. Ohne „Standard“modell fielen die Verkaufszahlen ins Bodenlose. Und während das Airflow-Design beim längeren Chrysler relativ ausgewogen aussah, erschien der DeSoto eher kurz und pummelig.
Es hielten sich auch Gerüchte, die „neumodische“ Karosserie sei unsicher, was größtenteils falsch war. In einem in Kinos häufig gezeigten Werbefilm wurde ein leerer Airflow von einem Felsen in Pennsylvania geschoben und stürzte über 30 m ab; als er wieder auf die Räder gestellt wurde, konnte er, zwar zerbeult, aber noch deutlich erkennbar, weiterfahren.

### 1935

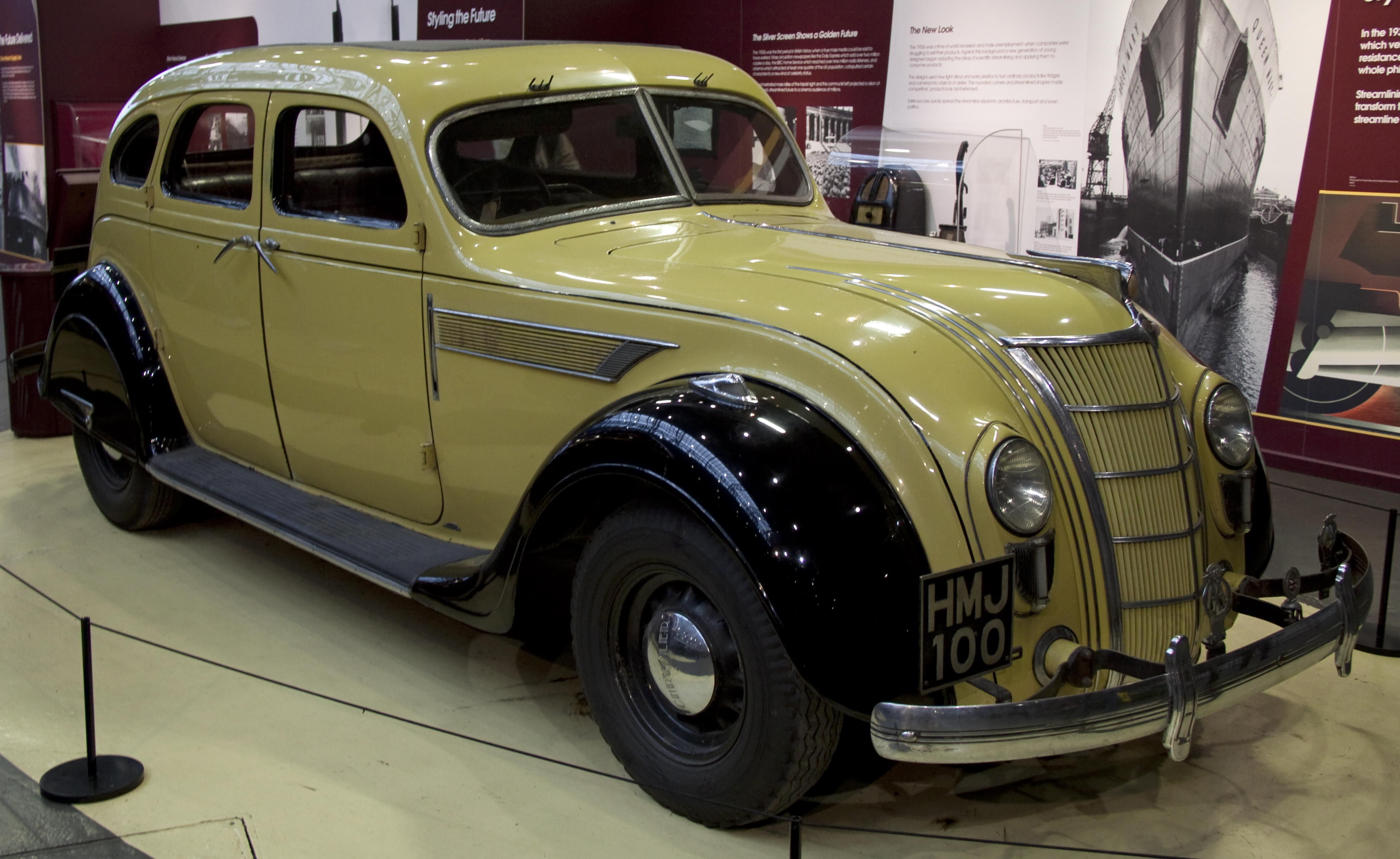
Chrysler Airflow (1935)

Enttäuscht über das mangelnde Kundeninteresse reagierte Chrysler mit Karosserieänderungen und gestaltete die Fahrzeugfront mehr nach dem Publikumsgeschmack. Die wichtigste Änderung 1935 war ein leicht zugespitzter Kühlergrill der das „Wasserfall“-Exemplar von 1934 ersetzte.
Chrysler führte auch ein Standardmodell mit Ganzstahlkarosserie ein, das als Chrysler Airstream, bzw. DeSoto Airstream angeboten wurde. Der Airstream wurde populär und verkaufte sich deutlich besser als der Airflow.
Die Fertigungszahlen des Chrysler Airflow sanken 1935 unter 8.000 Einheiten; auf einen Airflow kamen ungefähr vier Airstream.

### 1936

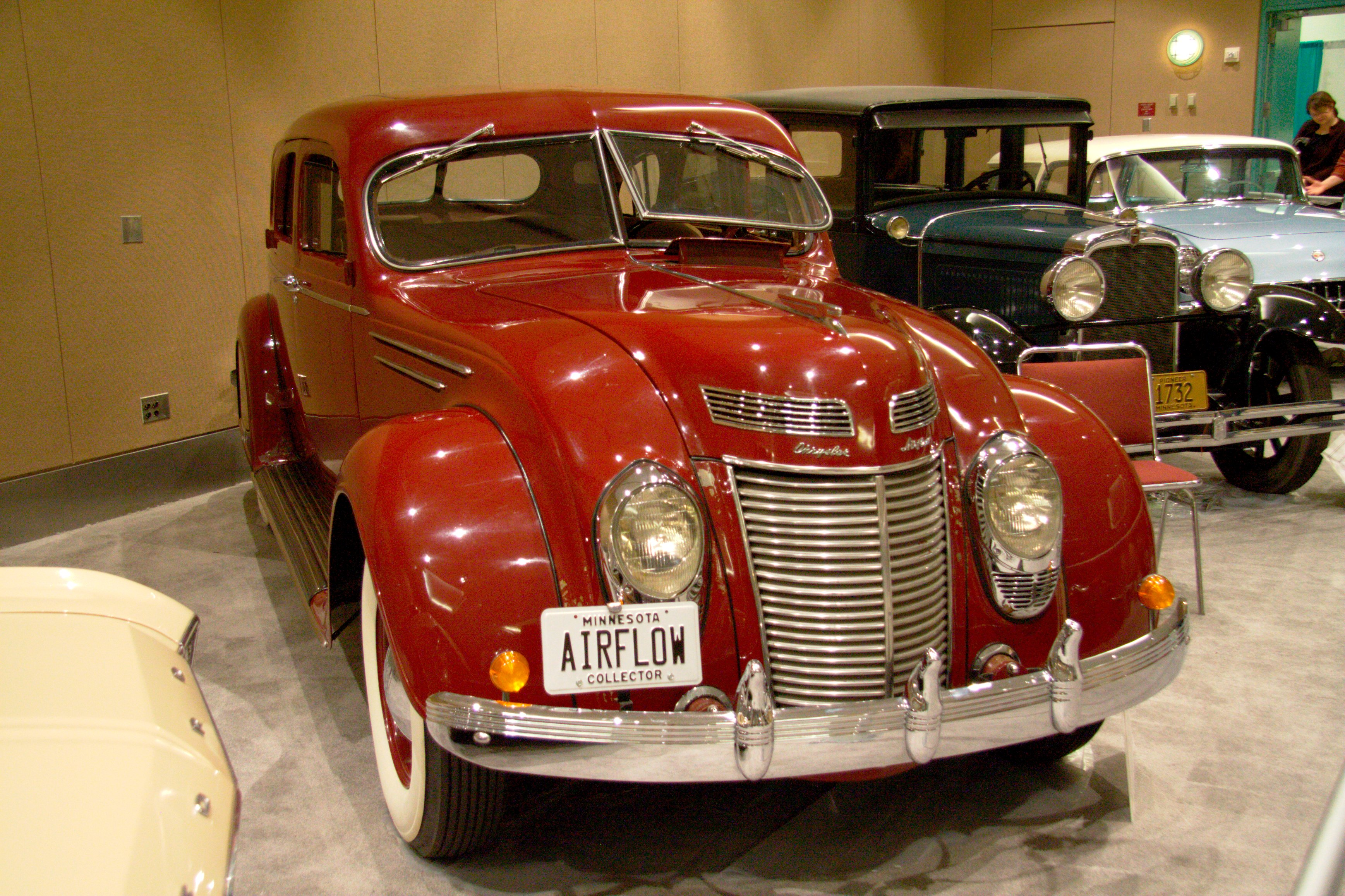
Chrysler Custom Imperial Airflow Serie C11 (1936)

1936 verlor der Airflow seine geschwungene Rückseite, da ein Kofferraum angesetzt wurde. Der Kühlergrill wurde ebenfalls mehr betont. Nur ein Airflow-Modell, die 4-türige Imperial-Limousine (C-10), brach die 1.000er-Grenze und wurde 4.259 mal gefertigt. Ansonsten sank die Anzahl der Airflow auf 6.275 Einheiten, wogegen sich der Airstream in diesem Jahr über 52.000 mal verkaufte. 1936 war das letzte Jahr, in der das Spitzenmodell Imperial von Chrysler als Airflow gefertigt wurde.

### 1937

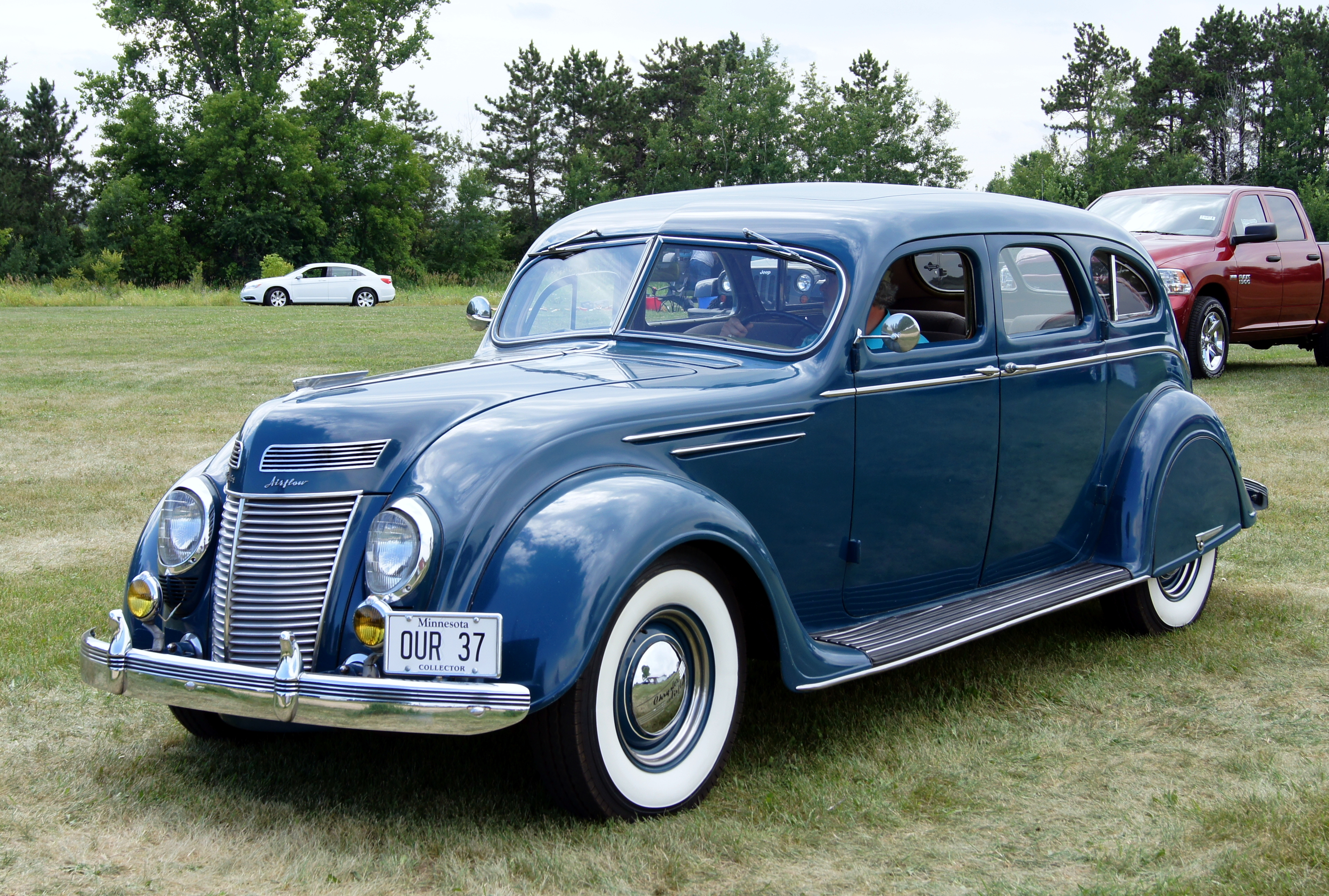
Chrysler Airflow (1937)

In seinem letzten Produktionsjahr gab es vom Airflow nur ein einziges Modell, eine 2- oder 4-türige Limousine. Insgesamt 4.600 Einheiten wurden in diesem Jahr bis zur Einstellung der Modellreihe hergestellt. In diesem Jahr wurde eine Airflow-Limousine zum Dienstwagen des Präsidenten der Philippinen, Manuel Quezon. Der historische Wagen wurde 1978 restauriert und ist in Quezon City ausgestellt.

## Nachwirkungen

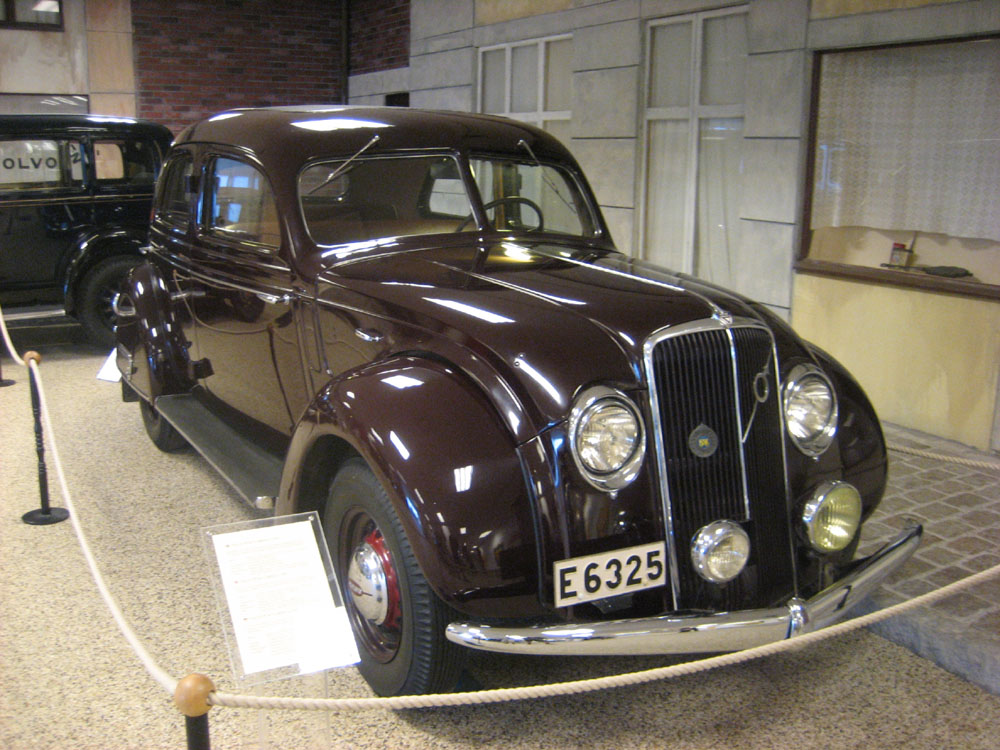
Volvo PV36 (1935–1938) mit Elementen des Airflow-Designs

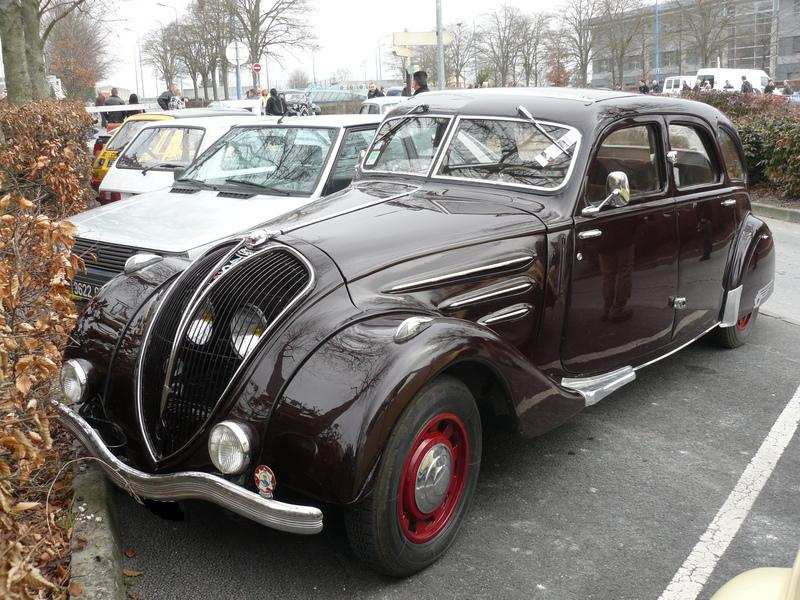
Peugeot 402 (1936–1942), das erfolgreichste europäische Auto im Airflow-Stil

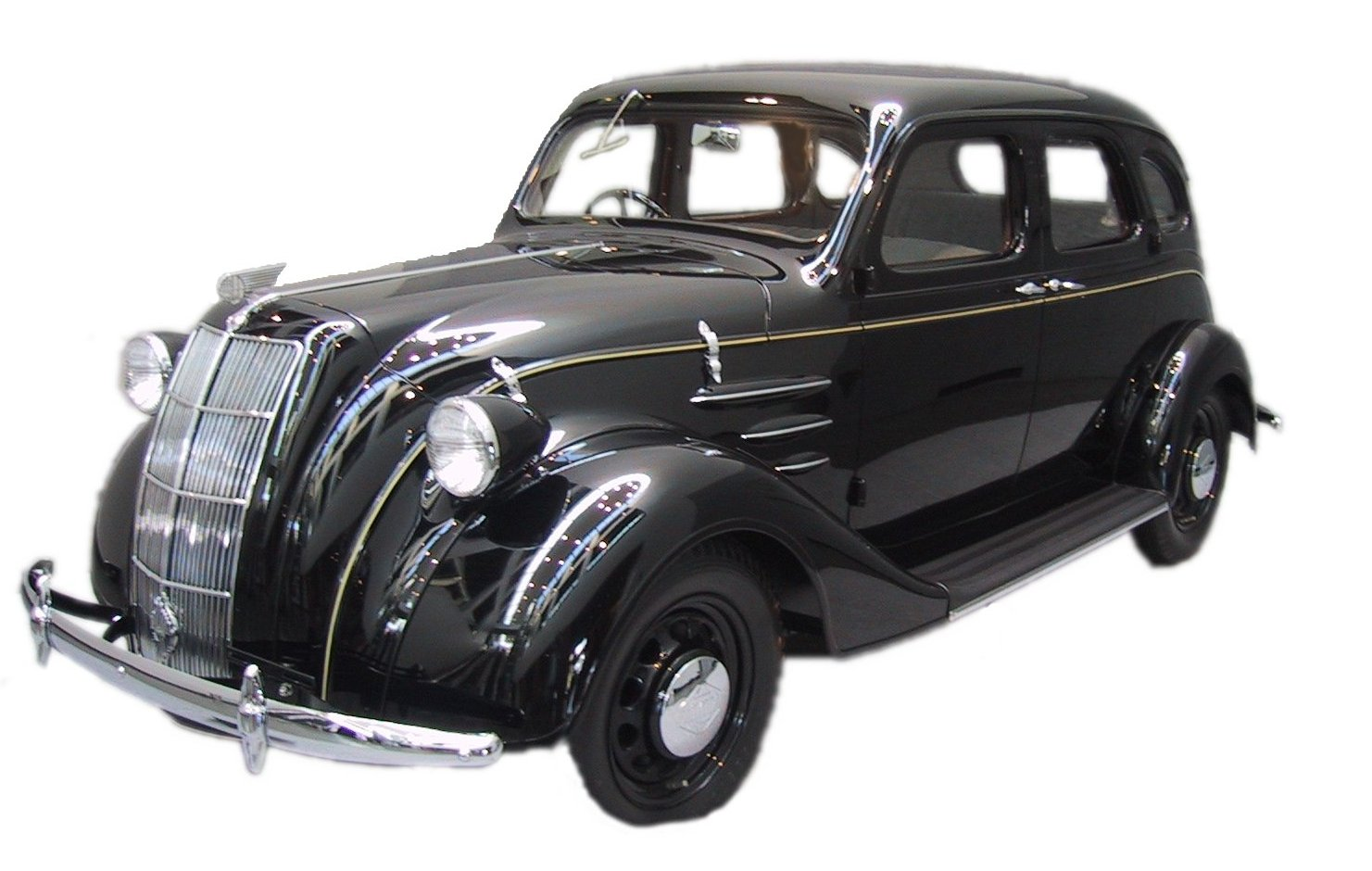
Nachbau des Toyota AA (1936), stark beeinflusst vom Chrysler Airflow

Designelemente des Airflow wurden von einigen anderen Marken übernommen. Die wahrscheinlich erste auf dem Markt war Volvo mit dem bereits 1935 eingeführten PV36. Zu den bekanntesten und am längsten gebauten gehört die „02“-Baureihe von Peugeot mit den Typen 202, 302 und 402. Eingeführt im Jahr 1936 als 302 und 402, wurde die letzte Version des 1938 nachgeschobenen 202 bis 1949 gebaut. Anleihen des Airflow finden sich zudem 1936 im DKW 4=8 sowie in Japan beim Toyoda AA. Der Vorläufer des Toyota basierte auf einem ebenfalls im Airflow-Stil gehaltenen Prototyp von 1935, dem A1. Andere Versionen wurden in kleinen Stückzahlen bis in die 1940er Jahre gebaut.
Chryslers Versuch, sich mit dem Airflow von anderen Autoherstellern abzusetzen, scheiterte klar. Der mangelnde Markterfolg sorgte dafür, dass die Firma bei künftigen Modellen einen konservativeren Weg einschlug und die Designer noch stärker als zuvor von den Technikern misstrauisch kontrolliert wurden. Dem fielen auch brillante Entwürfe von Chefdesigner Raymond Dietrich zum Opfer. Bis zur Präsentation von Virgil Exners „Forward Look“ 1955 war das Chrysler-Styling konservativ und konventionell.
Heute werden die meisten Autos mit Hilfe des Windkanals konstruiert und Wagen wie der aerodynamische Ford Thunderbird oder der Ford Taurus verkaufen sich sehr gut.